# Jarosławiec (Postomino)
Jarosławiec (deutsch Jershöft) ist ein Fischerdorf und Seebad an der Ostsee in Hinterpommern. Es liegt in der polnischen Woiwodschaft Westpommern und gehört zur Gmina Postomino (Gemeinde Pustamin) im Powiat Sławieński (Schlawer Kreis). Wahrzeichen des Orts ist der weithin sichtbare Leuchtturm Jarosławiec.

## Geographische Lage

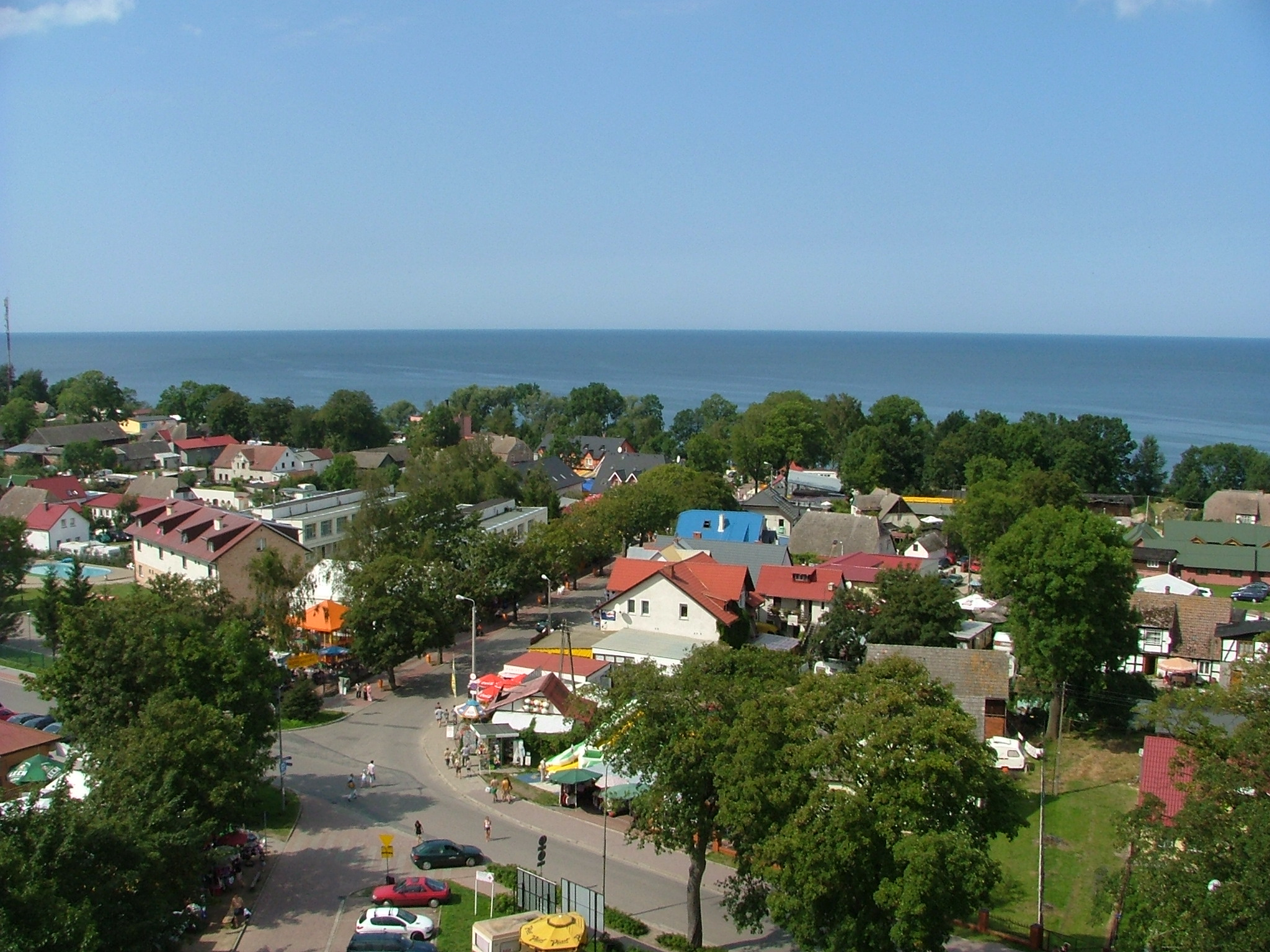
Blick auf Jarosławiec (2007)

Jarosławiec liegt 28 Kilometer nördlich der Kreisstadt Sławno und 20 Kilometer nordöstlich von Darłowo (Rügenwalde). Der Ort ist zu erreichen über zwei Stichstraßen, die von der Küstenstraße von Drozdowo (Drosedow, an der Woiwodschaftsstraße (DW) 203) über Rusinowo (Rützenhagen) bzw. von Zaleskie (Saleske) (ebenfalls an der DW 203) über Królewo (Krolow) abzweigen.
Die Gemarkung Jarosławiec wird umgrenzt im Norden von der Ostsee, im Osten von Wicko Morskie (Vietzkerstrand) am Jezioro Wicko (Vietzker See), im Süden von Jezierzany (Neuenhagen Amt), im Süden von Naćmierz (Natzmershagen) und im Westen von Rusinowo (Rützenhagen).
Jarosławiec liegt auf einer Geschiebemergelkuppe, die von der Ostsee unterspült wurde und deshalb als lehmige Steilküste (22 Meter über NN.) zum Wasser abfällt. Die Vielfalt des Landschaftsbildes ist reizvoll im Wechsel von Steilküste und flachen Sanddünen, hohen Kiefern und niedrigem Buschwerk, breitem Strand, Weideflächen, blühender Heide und dunklem Moor.

## Ortsname
Die Ortsbezeichnung Jershöft (früher auch Jarshovde und Jarshöfde) und auch Jarosławiec dürfte auf einen Namensträger Jaroslaw zurückgehen, der vielleicht das Dorf angelegt oder als erster Grundherr hier gelebt hat. Im Volksmund wurde Jershöft früher auch Röwershof genannt, was auf das plattdeutsche Wort für „Rauben“ (von gestrandeten Schiffen oder lediglich von Strandgut) anspielen mag.

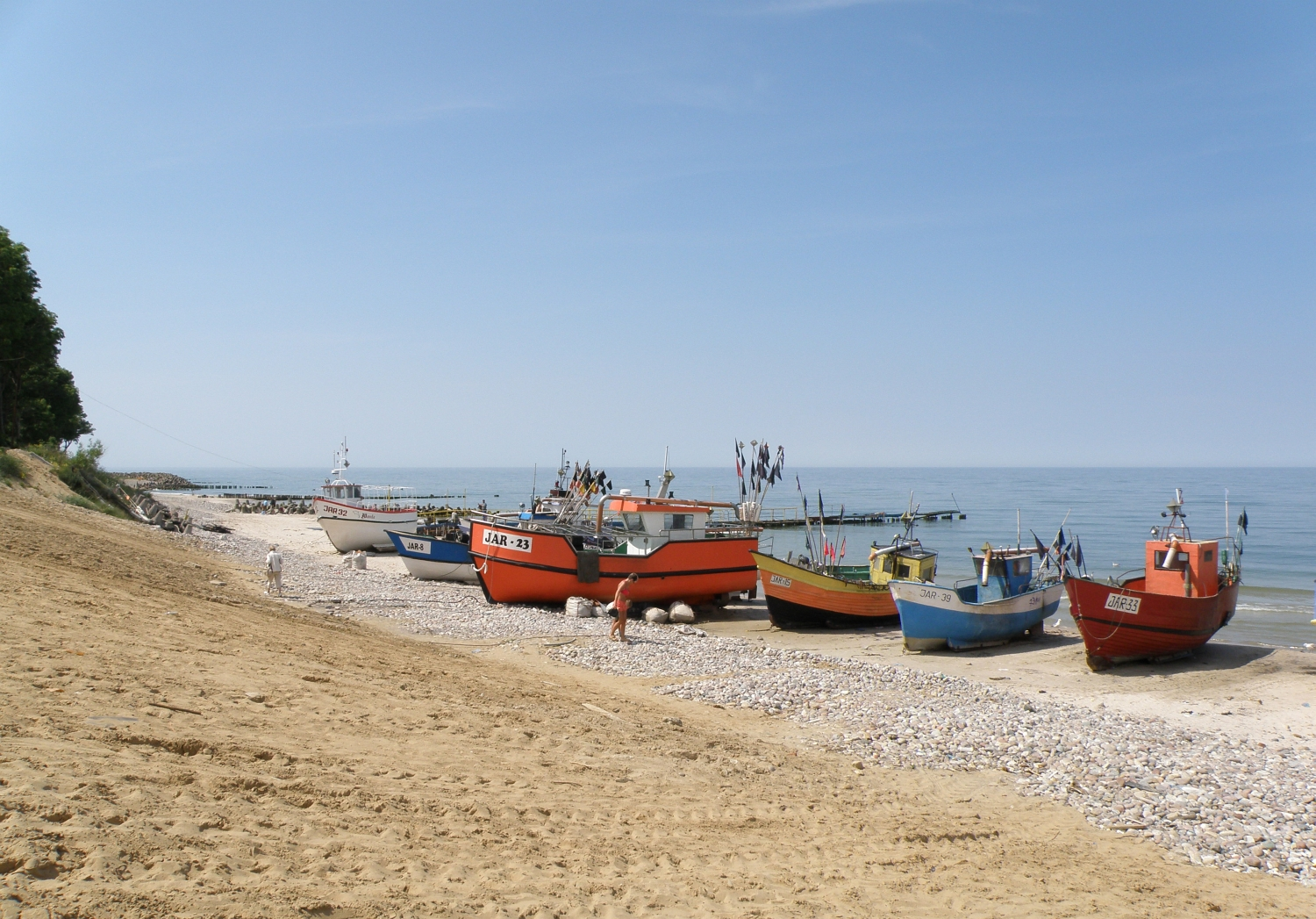
Fischerboote in Jarosławiec (2008)

## Geschichte
Die älteste Geschichte von Jershöft ist nicht überliefert. Das Dorf gehörte zum Amt Rügenwalde. 1508 schlichtete der Herzog einen Streit zwischen der Stadt Rügenwalde und den Fischern aus Jershöft und Vitte (heute polnisch: Wicie). 1775 gab es einen Grenzstreit zwischen Jershöft und Rützenhagen (Rusinowo). 1784 hatte das Dorf: elf Bauern, sieben Straßenkossäten und drei Büdner (darunter ein Schulmeister) bei insgesamt 24 Feuerstellen.
Im Jahre 1818 waren in Jershöft 151 Einwohner registriert. Ihre Zahl stieg bis 1885 auf 283.
Einen erheblichen Einnahmezuwachs erhielt die Gemeinde durch den Fremdenverkehr. 1865 wurde Jershöft zu einem der ältesten preußischen Ostseebäder. Schon vor dem Ersten Weltkrieg hatte das Fischerdorf als Erholungsort an Bedeutung gewonnen. Aus Schlawe kamen sogar die ersten Menschen, die sich hier Wochenendhäuser anlegten. Auch Künstler wie der Maler Karl Schmidt-Rottluff hielten sich hier gerne auf. 1939 zählte das 327-Seelen-Dorf 2000 Badegäste!
Bis 1945 war Jershöft in den Amtsbezirk Neuenhagen Amt (Jezierzany) im Landkreis Schlawe i. Pom. im Regierungsbezirk Köslin der preußischen Provinz Pommern eingegliedert. Das zuständige Standesamt war in Natzmershagen (Naćmierz), das Amtsgericht in Schlawe.

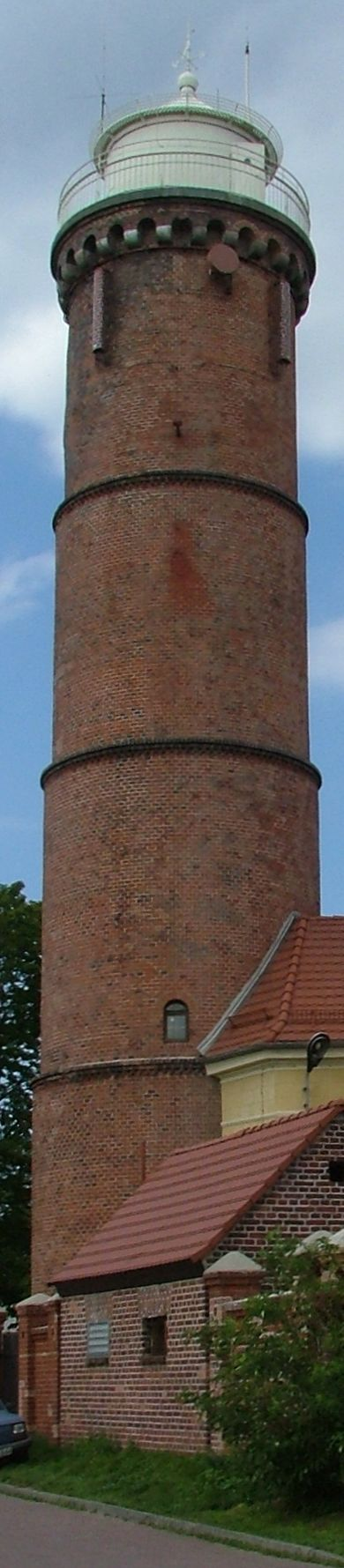
Leuchtturm Jarosławiec (2007)

Am 9. März 1945 um 12.30 Uhr drang die Rote Armee in das Dorf ein. Die weibliche Bevölkerung wurde zu Arbeitsleistungen in Vietzkerstrand (Wicko Morskie), Neu Warschow (Warszkówko), Groß Schlönwitz (Słonowice) und Franzen (Wrząca) abgeführt. Die Männer wurden verschleppt. Ab 1. Oktober wurden die Höfe von polnischen Siedlern übernommen, am 27. November erfolgte die Vertreibung der deutschen Bevölkerung. Jershöft wurde polnisch und ist heute als Jarosławiec ein Teil der Gmina Postomino im Powiat Sławieński der Woiwodschaft Westpommern (bis 1998 Woiwodschaft Stolp). Heute zählt der Ort 327 Einwohner.

## Kirche
Jershöft hatte vor 1945 keine eigene Kirche. Die Einwohner waren durchweg evangelisch und gehörten zum Kirchspiel Rützenhagen (Rusinowo) im Kirchenkreis Rügenwalde in der Kirchenprovinz Pommern der Kirche der Altpreußischen Union. In den Kriegsjahren bis 1945 versah Pfarrer Franz Birken aus Barzwitz (Barcowice) als letzter deutscher Seelsorger hier den Dienst.
Seit 1945 gehört der überwiegende Teil der Bevölkerung von Jarosławiec zur katholischen Kirche. Im Jahre 1989 wurde im Ort ein eigenes Gotteshaus mit dem Namen Verklärung des Herrn errichtet. Sie ist Filialkirche der Pfarrei Łącko (Lanzig) im Dekanat Ustka (Stolpmünde) im Bistum Köslin-Kolberg der Katholischen Kirche in Polen. Hier lebende evangelische Kirchenglieder gehören zum Kirchspiel Koszalin (Köslin) in der Diözese Pommern-Großpolen der Evangelisch-Augsburgischen Kirche in Polen.

## Schule
Jershöft hatte vor 1945 eine einklassige Volksschule. Letzter deutscher Schulleiter war Lehrer Gustav Ramlow. Zum Amt des Lehrers gehörte damals auch Landbesitz, die Schulwiese. Nach dem Ersten Weltkrieg hatte der Lehrer damals noch zwei Kühe.

## Sehenswürdigkeiten
- Leuchtturm Jarosławiec. Der 33,3 Meter hohe Leuchtturm wurde im Jahre 1838 in Betrieb genommen. 1996 wurde er umfangreich restauriert und zu touristischen Zwecken für die Öffentlichkeit zugängig gemacht.